# 도지원
도지원(都知嫄, 1966년 3월 5일~)은 대한민국의 배우이다.
한양대학교 무용학을 졸업 후 국립발레단 단원으로 활동하다가 1400 대 1의 경쟁률을 뚫고 1989년 화장품(드봉) 회사의 모델로 선발돼 광고에 출연한 것을 계기로 연예계에 데뷔하게 되었다. 이후 드라마 《절반의 실패》를 시작으로 《서울 뚝배기》, 《일출봉》 등 많은 드라마에 출연해 연기력을 인정받았다. 2001년 SBS 대하사극 《여인천하》 에서는 문정왕후를 모함하고 괴롭히는 후궁 경빈 박씨 역으로 열연하면서 큰 인기를 얻었고, "뭬야?"라는 대사는 유행어가 되었다.
2013년 MBC 주말 특별기획 드라마 《황금 무지개》에서 아이 뿐만 아니라 사랑하는 사람까지 잃어 눈물이 마를 일이 없었던 주인공 영혜 역을 맡아 '눈물의 여왕'이라는 수식어를 얻기도 하였다. 주변 사람들이 자신에 대해 '술도 못 마시고 재미없는 사람'이라고 하듯 20대에는 굉장히 내성적이고 낯가림이 심했으나 25년의 연기 생활을 하면서 '많이 유해졌다'라고 말한 바 있다.

## 학력
- 리라초등학교 졸업(1978년)
- 숭의여자중학교 졸업(1981년)
- 선화예술고등학교 졸업(1984년)
- 한양대학교 무용학과 학사(1984년~1988년)

## 연기 활동
| 연도   | 분류                     | 장르          | 제목                             | 역할                | 비고     |
| ------ | ------------------------ | ------------- | -------------------------------- | ------------------- | -------- |
| 1989년 | KBS 수목 미니시리즈      | 옴니버스      | 절반의 실패                      | 과소비 여자         | 24부작   |
| 1990년 | KBS 수목 미니시리즈      |               | 지워진 여자                      | 오미경              | 8부작    |
| 1990년 | MBC 드라마               |               | 두 권의 일기                     | 애란                | 2부작    |
| 1990년 | KBS 1TV 일일연속극       | 가족극        | 서울 뚝배기                      | 강혜경              | 189부작  |
| 1990년 | MBC 수목드라마           | 시대극        | 일출봉                           | 서은옥              | 72부작   |
| 1991년 | KBS2 단막극              |               | KBS 드라마게임 - 그리움을 향하여 | 김정은              | 1부작    |
| 1991년 | KBS 수목 미니시리즈      |               | 촛불처럼 타다                    | 홍지은              | 10부작   |
| 1991년 | SBS TV 일요 아침 드라마  | 가족극        | 목소리를 낮춰요                  | 진희                |          |
| 1992년 | KBS 2FM                  |               | 도지원의 인기가요                | 진행                |          |
| 1993년 | MBC TV 아침 드라마       |               | 당신 없는 행복이란               | 박영수              | 90부작   |
| 1993년 | MBC 수목드라마           |               | 폭풍의 계절                      | 김경옥              | 66부작   |
| 1994년 | MBC 월화드라마           | 시대극        | 까레이스키                       | 김기순              | 22부작   |
| 1994년 | MBC 월화드라마           | 로맨틱 코미디 | 아담의 도시                      | 민지영              | 16부작   |
| 1995년 | MBC 월화드라마           | 로맨틱 코미디 | 호텔                             | 이세희              | 16부작   |
| 1996년 | KBS 주말연속극           | 가족극        | 목욕탕집 남자들                  | 김은경              | 83부작   |
| 1996년 | SBS 수목 특별기획 드라마 | 시대극        | 형제의 강                        | 유연희              | 54부작   |
| 1997년 | 영화                     | 코미디        | 할렐루야                         |                     |          |
| 1997년 | MBC 수목드라마           |               | 영웅신화                         | 수연                | 23부작   |
| 1998년 | KBS 2TV 토요시트콤       |               | 행복을 만들어 드립니다           | 서진자              | 63부작   |
| 1998년 | KBS 주말연속극           |               | 종이학                           | 원희경              | 54부작   |
| 1999년 | KBS 2TV 청춘 드라마      |               | 광끼                             | 오자영              | 36부작   |
| 2000년 | KBS 2TV 주간시트콤       |               | 사랑의 유람선                    |                     |          |
| 2000년 | KBS 2TV                  | 단막극        | TV문학관 - 다리가 있는 풍경      | 인혜                |          |
| 2001년 | SBS 대하사극             | 사극          | 여인천하                         | 경빈 박씨           | 150부작  |
| 2002년 | SBS TV 아침 연속극       | 가족극        | 엄마의 노래                      | 현명혜              | 144부작  |
| 2004년 | 영화                     | 로맨스        | 발레교습소                       | 양정숙              |          |
| 2004년 | SBS 광복 60년 대하드라마 | 사극          | 토지                             | 홍씨 부인           | 52부작   |
| 2005년 | SBS 광복 60년 대하드라마 | 사극          | 토지                             | 홍씨 부인           | 52부작   |
| 2006년 | 영화                     | 코미디        | 맨발의 기봉이                    | 읍내 다방마담       | 특별출연 |
| 2006년 | 영화                     | 공포          | 신데렐라                         | 윤희                |          |
| 2006년 | 영화                     | 로맨틱 코미디 | 사랑따윈 필요없어                | 이선생              |          |
| 2007년 | 영화                     |               | 펀치 레이디                      | 정하은              |          |
| 2008년 | MBC 수목미니시리즈       |               | 우리들의 해피엔딩                | 윤자영              | 2부작    |
| 2008년 | MBC 수목미니시리즈       | 의학          | 종합병원 2                       | 송혜수              | 17부작   |
| 2009년 | KBS 주말연속극           |               | 수상한 삼형제                    | 엄청난              | 70부작   |
| 2010년 | KBS 1TV 일일연속극       |               | 웃어라 동해야                    | 안나 레이커(조동백) | 159부작  |
| 2012년 | MBC 수목미니시리즈       | 로맨스        | 보고싶다                         | 황미란              | 21부작   |
| 2013년 | KBS 2TV 일일 시트콤      |               | 일말의 순정                      | 강수지              | 125부작  |
| 2013년 | MBC 주말 특별기획 드라마 | 로맨스        | 황금 무지개                      | 윤영혜              | 41부작   |
| 2014년 | 영화                     |               | 현기증                           | 영희                |          |
| 2014년 | KBS 월화드라마           | 미스테리      | 힐러                             | 최명희              | 20부작   |
| 2015년 | KBS 수목드라마           | 가족극        | 착하지 않은 여자들               | 김현정              | 24부작   |
| 2015년 | MBC 주말 특별기획 드라마 | 가족극        | 내 딸, 금사월                    | 한지혜              | 51부작   |
| 2017년 | KBS 수목드라마           | 사극          | 7일의 왕비                       | 자순대비            | 20부작   |
| 2017년 | SBS 주말 특별기획 드라마 | 가족극        | 브라보 마이 라이프               | 송미자/라라         | 56부작   |
| 2019년 | KBS 수목드라마           | 로맨스        | 단, 하나의 사랑                  | 최영자              | 32부작   |
| 2020년 | KBS 일일드라마           | 가족극        | 누가 뭐래도                      | 이해심              | 120부작  |
| 2025년 | SBS 금토드라마           | 범죄          | 보물섬                           | 지영수              | 16부작   |
| 2025년 | KBS 수목드라마           | 로맨틱 코미디 | 내 여자친구는 상남자             | 이춘희              | 12부작   |

## 광고
- 애경산업 동의생금치약(feat 서인석, 손창민, 이경심)
- 상일리베가구
- LG생활건강 드봉 미네르바그린
- 크리니트
- 위니아에어콘
- 1989년 드봉에상스
- 1991년 롯데백화점
- 1992년 유림 메르꼴레디
- 1993년 일양약품 나폴레온철력
- 1996년 갤러리아백화점
- 1997년 롯데햄 떡갈비
- 1997년 롯데푸드 롯데정통만두
- 1998년 푸르밀 산록우유
- 2002년 리틀 몬테소리

## 수상 및 후보
| 연도 | 시상식                   | 부문                                  | 작품                         | 결과 |
| ---- | ------------------------ | ------------------------------------- | ---------------------------- | ---- |
| 1990 | KBS 연기대상             | 여자 신인연기상                       | 서울 뚝배기                  | 수상 |
| 2001 | SBS 연기대상             | 10대 스타상                           | 여인천하                     | 수상 |
| 2001 | SBS 연기대상             | 여자 최우수연기상                     | 여인천하                     | 수상 |
| 2010 | KBS 연기대상             | 연속극부문 여자 우수연기상            | 수상한 삼형제, 웃어라 동해야 | 후보 |
| 2011 | KBS 연기대상             | 대상                                  | 웃어라 동해야                | 후보 |
| 2011 | KBS 연기대상             | 여자 최우수연기상                     | 웃어라 동해야                | 후보 |
| 2011 | KBS 연기대상             | 일일극부문 여자 우수연기상            | 웃어라 동해야                | 수상 |
| 2015 | 제4회 에이판 스타 어워즈 | 여자 연기상                           | 힐러                         | 후보 |
| 2015 | MBC 연기대상             | 특별기획부문 베스트 여자 조연상       | 내 딸, 금사월                | 후보 |
| 2017 | SBS 연기대상             | 일일·주말드라마부문 여자 최우수연기상 | 브라보 마이 라이프           | 후보 |
| 2018 | 제6회 에이판 스타 어워즈 | 장편드라마부문 여자 최우수연기상      | 브라보 마이 라이프           | 후보 |
| 2020 | KBS 연기대상             | 일일극부문 여자 우수연기상            | 누가 뭐래도                  | 후보 |

## 참고 사항
- SBS 《여인천하》 연출자 김재형 PD의 전 연출작들이었던 KBS 2TV 《한명회》, KBS 1TV 《용의 눈물》캐스팅 물망에 한때 거론됐으나[4] 스스로 포기했다.